# Stardust - David prima di Bowie
Stardust - David prima di Bowie (Stardust) è un film del 2020 diretto da Gabriel Range.
Il film segue le vicende di David Bowie, interpretato da Johnny Flynn, che nel 1971 attraversando gli Stati Uniti d'America scrive Ziggy Stardust e crea il suo alter ego omonimo alla canzone.

## Produzione
Le riprese del film sono iniziate il 4 luglio 2019 a Toronto e si sono concluse nel settembre successivo negli Stati Uniti d'America.

## Promozione
La prima clip del film viene diffusa il 15 aprile 2020 mentre il 28 ottobre dello stesso anno viene diffuso il trailer.

## Distribuzione
La pellicola, che doveva esser presentata al Tribeca Film Festival, è stata presentata ai critici attraverso un portale privato e il 16 ottobre 2020 alla Festa del Cinema di Roma 2020 e al San Diego International Film Festival.

## Accoglienza

### Critica
Sull'aggregatore Rotten Tomatoes il film riceve il 20% delle recensioni professionali positive con un voto medio di 4,3 su 10 basato su 70 critiche, mentre su Metacritic ottiene un punteggio di 35 su 100 basato su 19 critiche.
Il critico Mark Beaumont di NME ha dato al film 4 stelle su 5, scrivendo che "funziona meglio come road-trip movie rivelatorio piuttosto che come biopic; la mancanza della musica di Bowie deruba il film della sensazione che il talento fosco di Bowie fosse criminalmente ignorato". Ignatiy Vishnevetsky di The A.V. Club è stato maggiormente critico nei confronti dell'opera, definendola "spazzatura di velluto", concludendo che la versione di Bowie che traspare dal film è quella di "un idiota semplicemente mediocre che ha bisogno di travestirsi come terapia per sconfiggere i propri demoni interiori".

## Casi mediatici
Il figlio di David Bowie, Duncan Jones, ha dichiarato che la pellicola non è un film biografico e che la famiglia di Bowie non è stata coinvolta nella realizzazione.